# Universität Ehime

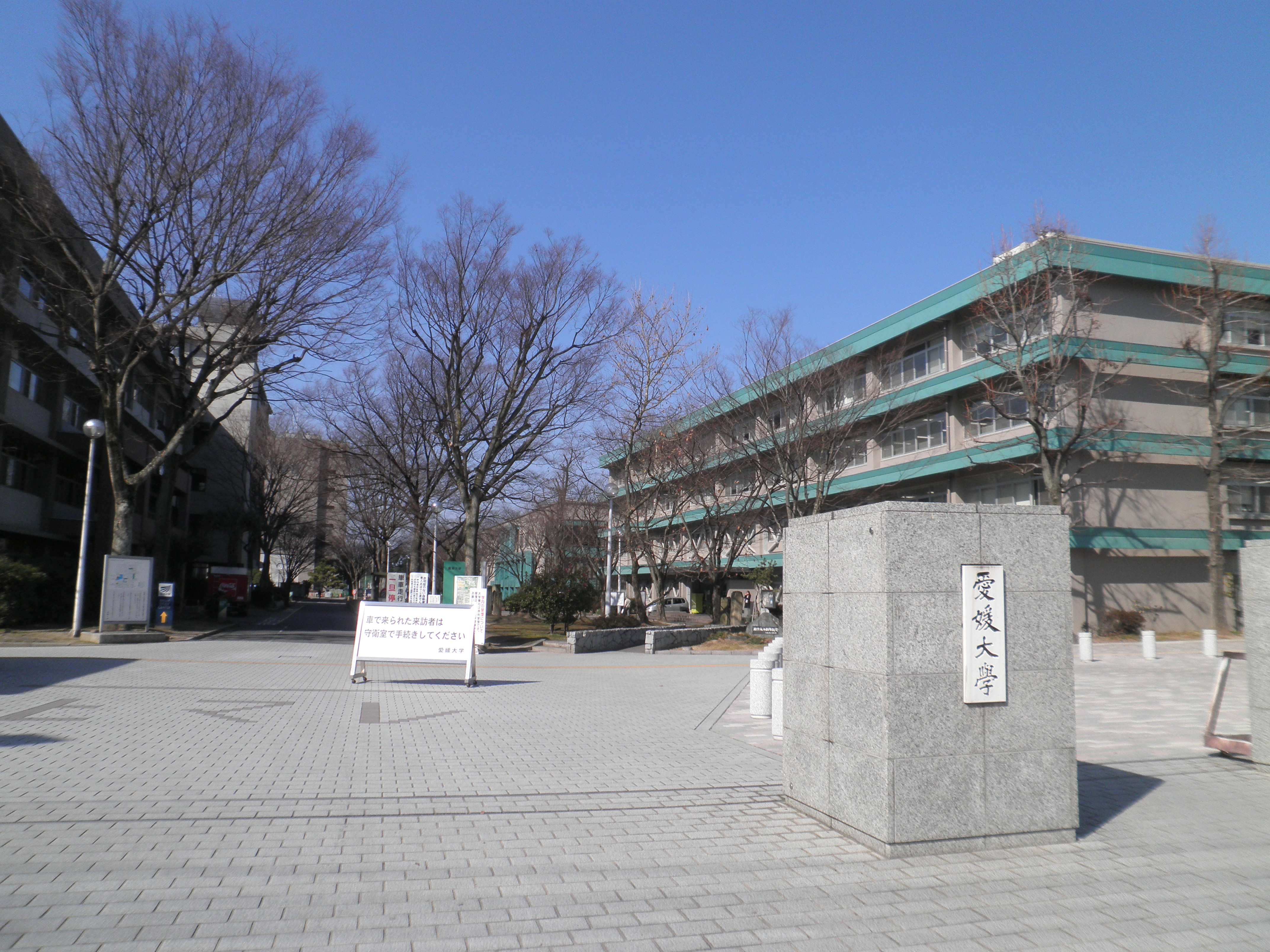
Haupteingang zum Jōhoku-Campus

Die Universität Ehime (jap. 愛媛大学, Ehime daigaku, kurz: Aidai (愛大)) ist eine staatliche Universität in Japan. Der Hauptcampus liegt in Matsuyama in der Präfektur Ehime.

## Geschichte
Die Universität Ehime wurde 1949 durch den Zusammenschluss der vier staatlichen Schulen gegründet. Die vier waren:
- die Oberschule Matsuyama (松山高等学校, Matsuyama kōtō gakkō, gegründet 1919),
- die Normalschule Ehime (愛媛師範学校, Ehime shihan gakkō, gegründet 1876, staatlich seit 1943),
- die Jugend-Normalschule Ehime (愛媛青年師範学校, Ehime seinen shihan gakkō, gegründet 1927, staatlich seit 1944), und
- das Technikum Niihama (新居浜工業専門学校, Niihama kōgyō semmon gakkō, gegründet 1939, staatlich seit der Gründung[3]).

Die Universität wurde mit drei Fakultäten eröffnet: Geistes- und Naturwissenschaften, Pädagogik, und Ingenieurwissenschaften. 1954 wurde die Präfekturale Landwirtschaftshochschule Matsuyama (愛媛県立松山農科大学, Ehime-kenritsu Matsuyama nōka daigaku, gegründet 1900) zur Fakultät für Agrarwissenschaft. 1963 zog die Technische Fakultät aus Niihama nach Matsuyama um (statt der Fakultät erhielt die Stadt Niihama eine staatliche Fachhochschule). 1968 wurde die Fakultät für Geistes- und Naturwissenschaften in zwei Fakultäten geteilt. 1973 wurde die Medizinische Fakultät neu gegründet.

## Fakultäten
- Jōhoku-Campus (in Matsuyama, Präfektur Ehime, 33° 50′ 59,5″ N, 132° 46′ 17,4″ OKoordinaten: 33° 50′ 59,5″ N, 132° 46′ 17,4″ O):
  - Fakultät für Rechts- und Geisteswissenschaften
  - Fakultät für Pädagogik
  - Fakultät für Naturwissenschaften
  - Fakultät für Ingenieurwissenschaften
- Tarumi-Campus (in Matsuyama, Präfektur Ehime, 33° 50′ 20,5″ N, 132° 47′ 30,3″ O):
  - Fakultät für Agrarwissenschaft
- Shigenobu-Campus (in Tōon, Präfektur Ehime, 33° 48′ 9″ N, 132° 52′ 42,7″ O):
  - Fakultät für Medizin